# 245943 Davidjoseph
245943 Davidjoseph este un asteroid din centura principală de asteroizi.

## Descriere
245943 Davidjoseph este un asteroid din centura principală de asteroizi. A fost descoperit pe 14 septembrie 2006 la Mauna Kea de Joseph Masiero. Asteroidul prezintă o orbită caracterizată de o semiaxă mare de 3,12 ua, o excentricitate de 0,15 și o înclinație de 1,4° în raport cu ecliptica.